# Rune Richardsen
Rune Richardsen (Jessheim, 21 settembre 1962 – Lørenskog, 27 luglio 2023) è stato un calciatore norvegese, di ruolo centrocampista.

## Biografia
È il figlio di Oddvar Richardsen.

## Carriera

### Club
Richardsen giocò nell'Ullenskaer/Kisa fino al 1979. Nel 1980 passò al Lillestrøm, formazione con cui vinse un campionato e due Coppe di Norvegia. Giocò poi nello Høland, nello Strømmen e nell'Aurskog/Finstadbru.

### Nazionale
Conta 4 presenze per la Norvegia. Esordì il 14 ottobre 1986, schierato titolare nel pareggio a reti inviolate contro l'Unione Sovietica.

## Palmarès

### Club

#### Competizioni nazionali
- Coppa di Norvegia: 2

Lillestrøm: 1981, 1985
- Campionato norvegese: 1

Lillestrøm: 1986